# Championnat national de tennis des États-Unis 1925
Pour un article plus général, voir US Open de tennis.
Résultats détaillés de l’édition 1925 du championnat de tennis US National qui est disputée du 17 au 24 août 1925.

## Palmarès
| Tableau          | Vainqueurs                        | Vainqueurs            | Score                    | Finalistes                         | Finalistes             |
| ---------------- | --------------------------------- | --------------------- | ------------------------ | ---------------------------------- | ---------------------- |
| Simple dames     | Helen Wills                       | États-Unis            | 3-6, 6-0, 6-2            | Kathleen McKane                    | Royaume-Uni            |
| Simple messieurs | Bill Tilden                       | États-Unis            | 4-6, 11-9, 6-3, 4-6, 6-3 | Bill Johnston                      | États-Unis             |
| Double dames     | Mary Kendall Browne Helen Wills   | États-Unis            | 6-4, 6-3                 | May Sutton Bundy Elizabeth Ryan    | États-Unis             |
| Double messieurs | Richard Williams Vincent Richards | États-Unis            | 6-2 8-10 6-4 11-9        | Gerald Patterson John Hawkes       | Australie              |
| Double mixte     | Kathleen McKane John Hawkes       | Royaume-Uni Australie | 6-2, 6-4                 | Ermyntrude Harvey Vincent Richards | Royaume-Uni États-Unis |

## Simple dames
|  |              |  |   |   |   |
|  | Finale       |  |   |   |   |
|  |              |  |   |   |   |
|  |              |  |   |   |   |
|  | Helen Wills  |  | 3 | 6 | 6 |
|  | Helen Wills  |  | 3 | 6 | 6 |
|  | Kitty McKane |  | 6 | 0 | 2 |

## Double dames
|  |                                 |  |   |   |  |
|  | Finale                          |  |   |   |  |
|  |                                 |  |   |   |  |
|  |                                 |  |   |   |  |
|  | Mary Kendall Browne Helen Wills |  | 6 | 6 |  |
|  | Mary Kendall Browne Helen Wills |  | 6 | 6 |  |
|  | May Sutton Elizabeth Ryan       |  | 4 | 3 |  |

## Double mixte
|  |                                    |  |   |   |  |
|  | Finale                             |  |   |   |  |
|  |                                    |  |   |   |  |
|  |                                    |  |   |   |  |
|  | Kitty McKane John Hawkes           |  | 6 | 6 |  |
|  | Kitty McKane John Hawkes           |  | 6 | 6 |  |
|  | Ermyntrude Harvey Vincent Richards |  | 2 | 4 |  |